# Occitania
Occitania (tiếng Occitan: Occitània; địa phương [u(k)siˈtanjɔ], [ukʃiˈtanjɔ] hoặc [u(k)siˈtanja]) là khu vực lịch sử ở Tây và Nam Âu, nơi mà tiếng Occitan là ngôn ngữ chính được sử dụng, và đôi khi nó vẫn được sử dụng, thường là ngôn ngữ thứ hai. Khu vực văn hóa này gần như bao trùm 1/3 lãnh thổ phía Nam của nước Pháp, cũng như một phần của Tây Ban Nha (Thung lũng Aran), Monaco và các phần nhỏ hơn ở Ý (Thung lũng Occitan, Guardia Piemontese). Occitania đã được công nhận là một khái niệm ngôn ngữ và văn hóa từ thời Trung cổ, nhưng nó chưa bao giờ là một lãnh thổ mang tính pháp lý hay một thực thể chính trị dưới cái tên này. Tuy nhiên, lãnh thổ đã được thống nhất vào thời La Mã với tên gọi Bảy tỉnh (tiếng La Tinh: Septem Provinciæ) và trong Sơ kỳ Trung cổ (Aquitanica hoặc Vương quốc Visigothic của Toulouse, hoặc phân chia cho Louis Mộ đạo sau sự chia rẽ của Thionville divisio regnorum vào năm 806).
Hiện tại, có khoảng 200.000–800.000  người trong tổng số 16 triệu người sống trong khu vực, là người bản xứ hoặc nói thành thạo tiếng Occitan, mặc dù các ngôn ngữ thường được sử dụng trong khu vực là tiếng Pháp, tiếng Catalunya, tiếng Tây Ban Nha và tiếng Ý. Kể từ năm 2006, ngôn ngữ Occitan đã trở thành ngôn ngữ chính thức của Catalonia, bao gồm cả Thung lũng Aran, nơi tiếng Occitan trở thành ngôn ngữ chính thức vào năm 1990.
Dưới sự cai trị của La Mã, phần lớn vùng Occitania được gọi là Aquitania, các lãnh thổ bị chinh phục trước đó được gọi là Provincia Romana (Provence hiện đại), trong khi các tỉnh phía Bắc của vùng ngày nay thuộc Pháp được gọi là Gallia (Gaul). Dưới thời Đế chế sau này, cả Aquitania và Provincia Romana đều được nhóm lại trong Bảy tỉnh hoặc Viennensis. Vì vậy, Provence và Gallia Aquitania (hoặc Aquitanica) là những tên được sử dụng từ thời trung cổ cho Occitania (tức là Limousin, Auvergne, Languedoc và Gascony). Vì vậy, lịch sử  Công quốc Aquitaine không được nhầm lẫn với khu vực hiện đại của Pháp được gọi là Aquitaine: đây là lý do chính tại sao thuật ngữ Occitania được hồi sinh vào giữa thế kỷ XIX. Những cái tên "tiếng Occitania" và "ngôn ngữ Occitana" (Occitana lingua) đã xuất hiện trong các văn bản Latinh từ đầu năm 1242–1254 đến 1290 và trong suốt những năm tiếp theo của đầu thế kỷ XIV; tồn tại các văn bản trong đó khu vực này được gọi gián tiếp là "đất nước của ngôn ngữ Occitan" (Patria Linguae Occitanae). Cái tên Lenga d'òc đã được Dante Alighieri sử dụng trong tiếng Ý (Lingua d'òc) vào cuối thế kỷ XIII.
Vào ngày 28 tháng 09 năm 2016, Occitanie trở thành tên của vùng hành chính Pháp gồm 2 vùng cũ Midi-Pyrénées và Languedoc-Roussillon, nó là một phần nhỏ của khu vực lịch sử Occitania.